# Alyson Noël
Alyson Noël (Laguna Beach, 3 dicembre 1965) è una scrittrice statunitense.

## Biografia
Cresciuta nella contea di Orange, in California, con la madre frequenta per due anni la Richard Nixon Elementary School e poi la Troy High School, che abbandona per trasferirsi a Mykonos, in Grecia. In seguito, si trasferisce a Manhattan, dove lavora come assistente di volo per Delta Air Lines.

## Carriera
Debutta come scrittrice nel 2005 con Faking 19; nello stesso anno, pubblica Art Geeks and Prom Queens. Nel 2006, escono Laguna Cove e Fly Me to the Moon (Lasciami volare), i cui diritti cinematografici vengono acquistati nel 2012 dalla Scott Free; nel 2007, Kiss & Blog e Saving Zoë (Segreti & sorelle); nel 2008, Cruel Summer.
A febbraio 2009, esce il primo libro della saga Gli Immortali, Evermore, mentre il secondo, Blue Moon, esce il 7 luglio 2009. A novembre 2009 esce Shadowland, mentre il quarto, Dark Flame, viene pubblicato il 22 giugno 2010. Night Star, il quinto libro, esce il 16 novembre 2010, mentre il sesto e ultimo, Everlasting, il 7 giugno 2011. La serie viene pubblicata in Italia tra settembre 2010 e settembre 2011.
Da questa saga, Noël deriva uno spin-off dedicato a Riley Bloom, la sorella defunta di Ever, protagonista de Gli Immortali. Il primo libro, Radiance, è stato pubblicato il 31 agosto 2010, mentre il secondo, Shimmer, il 15 marzo 2011. Il 13 settembre 2011 esce Dreamland, mentre il quarto libro, Whisper, viene pubblicato il 24 aprile 2012. A marzo 2011, Alyson Noël annuncia che Summit Entertainment ha avanzato un'offerta per comprare i diritti di entrambe le serie e trasformarle in film o serie televisive. Radiance è stato pubblicato in Italia il 20 gennaio 2011.
Il 22 maggio 2012 esce in America Fated, primo dei quattro libri della nuova serie The Soul Seekers, ambientata nel Nuovo Messico, mentre a novembre viene pubblicato il secondo libro, Echo. L'intera serie è stata acquistata dalla Cheyenne Enterprises per la trasposizione cinematografica.

## Opere

### Singoli
- Faking 19 (10 febbraio 2005)
- Art Geeks and Prom Queens (2005)
- Laguna Cove (25 luglio 2006)
- Lasciami volare (Fly Me to the Moon, 26 dicembre 2006), Fanucci Editore, pp 336, ISBN 978-88-6508-019-1. Uscito in Italia nel 2010.
- Kiss & Blog (15 maggio 2007)
- Segreti & sorelle (Saving Zoë, 4 settembre 2007), Fanucci Editore, pp 256, ISBN 978-88-347-1637-3. Uscito in Italia nel 2010.
- Cruel Summer (27 maggio 2008)
- Five Days of Famous (2016)

### Serie

#### Gli Immortali (The Immortals)
- Evermore (Evermore, febbraio 2009), Fanucci Editore, pp 320, ISBN 978-88-347-1543-7. Uscito in Italia il 2 settembre 2009.
- Blue Moon (Blue Moon, 7 luglio 2009), Fanucci Editore, pp 384, ISBN 978-88-347-1765-3. Uscito in Italia il 25 febbraio 2010[10].
- Shadowland (Shadowland, 17 novembre 2009), Fanucci Editore, pp 352, ISBN 978-88-347-1664-9. Uscito in Italia il 21 ottobre 2010[11].
- Dark Flame (Dark Flame, 22 giugno 2010), Fanucci Editore, pp 304, ISBN 978-88-347-1707-3. Uscito in Italia il 24 febbraio 2011[12].
- Night Star (Night Star, 16 novembre 2010), Fanucci Editore, pp 304, ISBN 978-88-347-1733-2. Uscito in Italia il 1º giugno 2011[13].
- Everlasting (Everlasting, 7 giugno 2011), Fanucci Editore, pp 320, ISBN 978-88-347-1787-5. Uscito in Italia il 29 settembre 2011[14].

#### The Riley Bloom Series
- Radiance (Radiance, 31 agosto 2010), Fanucci Editore, pp 160, ISBN 978-88-347-1688-5. Uscito in Italia il 20 gennaio 2011[15].
- Shimmer (15 marzo 2011)
- Dreamland (13 settembre 2011)
- Whisper (24 aprile 2012)

#### The Soul Seekers
- Fated (22 maggio 2012)
- Echo (13 novembre 2012)
- Mystic (7 maggio 2013)
- Horizon (19 novembre 2013)

#### The Beautiful Idols
- Unrivaled (10 maggio 2016)
- Blacklist (4 aprile 2017)